# Lagune Pedro
La lagune Pedro est une lagune saumâtre située en Argentine, au nord du département de Güer Aike de la province de Santa Cruz, en Patagonie. Elle se trouve au centre d'un petit bassin endoréique, et n'a pas d'émissaire. 
Elle fait partie du groupe de lagunes appelées lagunes del Tero, et se trouve à 8,5 km au nord-nord-ouest de la lagune Las Acollaradas, et à 40 km au nord du confluent entre le río Coig et son affluent le río Pelque, dans la zone du plateau de Patagonie bordant la rive gauche de celui-ci. 